# 富宁附地菜
富宁附地菜（学名：Trigonotis funingensis）为紫草科附地菜属的植物，是中国的特有植物。分布于中国大陆的云南等地，生长于海拔1,000米的地区，多生于林下，目前尚未由人工引种栽培。
其种加词“funingensis”意为“云南富宁的”。